# 艾森·尼古拉耶夫
艾森·谢尔盖耶维奇·尼古拉耶夫（俄语：Айсен Сергеевич Николаев，1972年1月22日—），俄羅斯雅庫特族政治人物，自2018年起擔任薩哈共和國第四任首腦。
1997年至2004年期間，擔任薩哈共和國議會議員。1998年至2002年，任Almazergienbank（Алмазэргиэнбанка）主管。2004年，被任命為薩哈共和國財政部長。2007年2月16日，任薩哈共和國政府及總統府負責人。2011年5月18日，任薩哈共和國政府第一副主席。
2012年至2018年期間擔任雅库茨克自治市市长。2018年5月28日起，擔任薩哈共和國臨時首腦。同年9月27日，正式就任薩哈共和國首腦。